# Альберто Банфі
Альберто Банфі (італ. Alberto Banfi, 18 березня 1903, Пінероло — 29 січня 1958, Рим) — італійський військовик, учасник Другої світової війни, нагороджений Золотою медаллю «За військову доблесть».

## Біографія
Альберто Банфі народився 18 березня 1903 року в Пінероло. Його батько, офіцер, загинув під час Першої світової війни. Після закінчення війни Альберто Банфі вступив до Військово-морської академії в Ліворно, яку закінчив у 1923 році у званні гардемарина.
Отримав звання молодшого лейтенанта у 1925 році, лейтенанта у 1928 році. У 1933 році здійснив похід до Чорного моря на борту підводного човна «Дельфіно». Протягом 1934-1935 років служив при адміралі Доменіко Каваньярі. 
У 1936 році отримав звання капітана III рангу. У 1938 році призначений капітаном міноносця «Айроне». У 1939 році призначений капітаном міноносця «Бореа».
У 1940 році призначений командиром I ескадри міноносців, його флагманським кораблем знову був «Айроне». Важко поранений 12 жовтня 1940 року під час бою біля мису Пассеро, під час якої міноносець «Айроне» був потоплений британським крейсером «Ейджекс». 
Після тривалого лікування 1 жовтня 1941 року повернувся на службу, отримавши звання капітана II рангу. З літа 1943 року командував есмінцем «Помпео Маньо». У 1947 році переведений до допоміжних частин, у 1953 році отримав звання капітана I рангу.
Помер у Рииі 29 січня 1958 року.

## Нагороди
- Золота медаль «За військову доблесть»